# Stazione meteorologica di Firenze Città
La stazione meteorologica di Firenze Città è la stazione meteorologica di riferimento relativa alla città di Firenze.

## Medie climatiche ufficiali

### Dati climatologici 2000-2019
In base alla media ventennale di riferimento (2000-2019), la temperatura media del mese più freddo, gennaio, si attesta a +7,6 °C; quella del mese più caldo, luglio, è di +26,2 °C. 
| Firenze Città (2000-2019) | Mesi | Mesi | Mesi | Mesi | Mesi | Mesi | Mesi | Mesi | Mesi | Mesi | Mesi | Mesi | Stagioni | Stagioni | Stagioni | Stagioni | Anno |
| Firenze Città (2000-2019) | Gen  | Feb  | Mar  | Apr  | Mag  | Giu  | Lug  | Ago  | Set  | Ott  | Nov  | Dic  | Inv      | Pri      | Est      | Aut      | Anno |
| ------------------------- | ---- | ---- | ---- | ---- | ---- | ---- | ---- | ---- | ---- | ---- | ---- | ---- | -------- | -------- | -------- | -------- | ---- |
| T. max. media (°C)        | 11,2 | 12,5 | 16,6 | 21,2 | 25,6 | 30,3 | 32,8 | 32,7 | 27,3 | 21,8 | 16,1 | 11,7 | 11,8     | 21,1     | 31,9     | 21,7     | 21,7 |
| T. min. media (°C)        | 3,9  | 4,5  | 6,9  | 9,5  | 13,2 | 17,4 | 19,6 | 19,5 | 14,8 | 11,8 | 8,5  | 4,8  | 4,4      | 9,9      | 18,8     | 11,7     | 11,2 |

## Valori estremi

### Temperature estreme mensili dal 2000 ad oggi
Nella tabella sottostante sono riportate le temperature massime e minime assolute mensili, stagionali ed annuali dal 2000 ad oggi, con il relativo anno in cui si queste si sono registrate. La massima assoluta del periodo esaminato di +42,1 °C risale all'agosto 2011, mentre la minima assoluta di -7,7 °C è del dicembre 2009.
| Firenze Città (2000-2023) | Mesi        | Mesi        | Mesi        | Mesi        | Mesi        | Mesi        | Mesi        | Mesi        | Mesi        | Mesi        | Mesi        | Mesi        | Stagioni | Stagioni | Stagioni | Stagioni | Anno |
| Firenze Città (2000-2023) | Gen         | Feb         | Mar         | Apr         | Mag         | Giu         | Lug         | Ago         | Set         | Ott         | Nov         | Dic         | Inv      | Pri      | Est      | Aut      | Anno |
| ------------------------- | ----------- | ----------- | ----------- | ----------- | ----------- | ----------- | ----------- | ----------- | ----------- | ----------- | ----------- | ----------- | -------- | -------- | -------- | -------- | ---- |
| T. max. assoluta (°C)     | 18,8 (2007) | 22,0 (2021) | 27,8 (2021) | 33,4 (2012) | 36,5 (2009) | 40,8 (2022) | 40,6 (2015) | 42,1 (2011) | 36,2 (2008) | 32,6 (2011) | 26,5 (2004) | 20,4 (2006) | 22,0     | 36,5     | 42,1     | 36,2     | 42,1 |
| T. min. assoluta (°C)     | −5,7 (2002) | −7,5 (2018) | −7,4 (2005) | −2,7 (2021) | 4,3 (2019)  | 8,0 (2005)  | 11,9 (2004) | 11,3 (2010) | 6,7 (2018)  | 1,4 (2012)  | −3,2 (2023) | −7,7 (2009) | −7,7     | −7,4     | 8,0      | −3,2     | −7,7 |